# Paweł Kukiz
Paweł Piotr Kukiz (ur. 24 czerwca 1963 w Paczkowie) – polski muzyk, wokalista, autor tekstów piosenek i polityk. W latach 1984–2013 lider zespołu Piersi. Kandydat w wyborach prezydenckich w 2015, inicjator komitetu wyborczego i ruchu politycznego Kukiz’15, poseł na Sejm VIII, IX i X kadencji (od 2015), przewodniczący klubu poselskiego Kukiz’15 w Sejmie VIII kadencji (2015–2019) oraz koła tego ruchu w Sejmach IX i X kadencji (2021–2024).

## Życiorys

### Życie prywatne i wykształcenie
Wnuk Mariana Kukiza, przodownika Policji Państwowej w II Rzeczypospolitej, zamordowanego w czerwcu 1941 w ramach masakr więziennych NKWD we Lwowie. Syn Marianny oraz Tadeusza, lekarza i działacza kresowego. Od 1991 jest żonaty z Małgorzatą, ma trzy córki: Julię (ur. 1991), Polę (ur. 1994) i Hannę (ur. 2000).
Z zawodu muzyk, uzyskał wykształcenie średnie ogólne. W Niemodlinie ukończył szkołę podstawową i liceum ogólnokształcące (1981), tam też został założony zespół Piersi (1984). Studiował administrację na Uniwersytecie Wrocławskim, a następnie prawo i nauki polityczne na Uniwersytecie Warszawskim, nie kończąc żadnego z tych kierunków.

### Kariera muzyczna i rozrywkowa

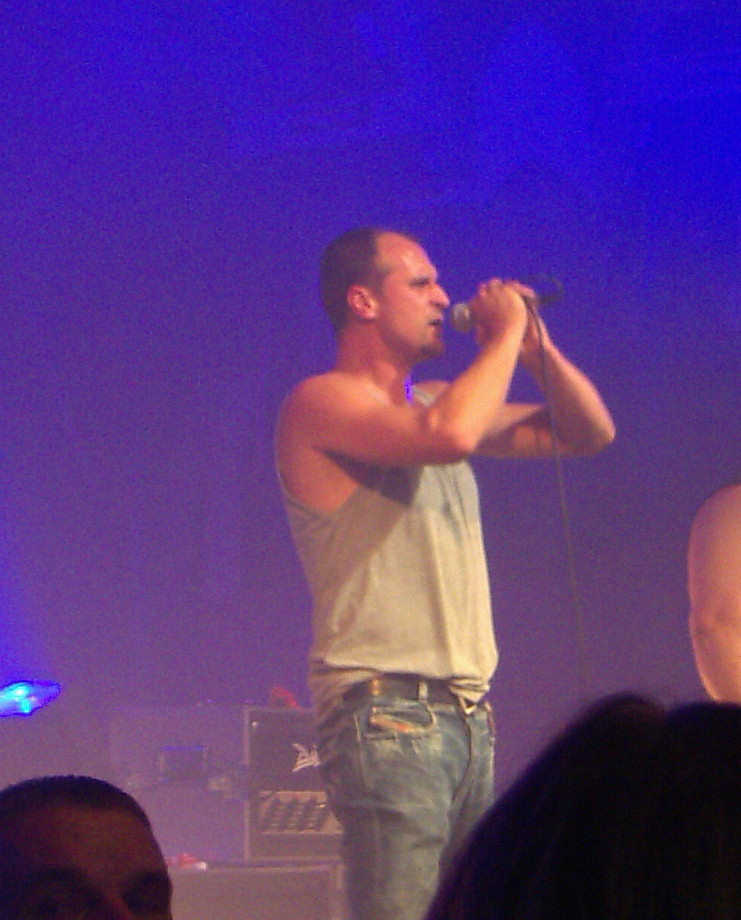
Paweł Kukiz na scenie w trakcie koncertu w Poznaniu (2007)

W latach 80. udzielał się muzycznie w różnych zespołach rockowych, takich jak CDN, Hak oraz Aya RL. Z grupą Aya RL nagrał pierwszy album długogrający w swojej dyskografii, tzw. czerwoną płytę. Po wydaniu jej kontynuacji (niebieskiej płyty) opuścił zespół.
W latach 1984–2013 był liderem zespołu Piersi, od 1997 do 2004 działającego pod nazwą Kukiz i Piersi. Z grupą tą wydał dziewięć płyt. Kontrowersje w tym czasie wzbudził m.in. antykościelnym utworem „ZChN zbliża się”, któremu zarzucano obrazę uczuć religijnych. W 2013 odszedł z zespołu; zaczął występować w ramach odwołującego się do dorobku grupy projektu Kukiz i Piersi. W 2017 w wyniku postępowania sądowego utracił prawo do posługiwania się nazwą Piersi.
Od 1989 był wokalistą zespołu Emigranci. W 2000 dołączył do projektu muzycznego Yugoton, a później uczestniczył w jego kontynuacji pod nazwą Yugopolis. W 2003 wydał płytę pt. Borysewicz & Kukiz w duecie z Janem Borysewiczem, z którym wcześniej nagrał także ścieżkę dźwiękową do filmu Olafa Lubaszenki E=mc² z 2002. W 2010 z Maciejem Maleńczukiem nagrał płytę z repertuarem Kabaretu Starszych Panów zatytułowaną Starsi panowie. W duecie z Pihem zaśpiewał piosenkę „Młodość” na wydanym w 2014 albumie Bal maturalny produkcji Rozbójnika Alibaby oraz Jana Borysewicza.
W latach 90. zaczął pojawiać się w filmach – grał główne role w filmie sensacyjnym Girl Guide Juliusza Machulskiego, a z Bolcem w produkcjach Poniedziałek i Wtorek Witolda Adamka. W drugiej połowie lat 90. wystąpił w reklamie napoju Pepsi. Jak sam stwierdził, promował tę markę „dla pieniędzy”. Do wydarzenia nawiązała grupa Kazik na Żywo w utworze „Pozory często mylą” wydanym na albumie Las Maquinas de la Muerte (1999), w którym pojawiły się słowa stanowiące bezpośrednie odniesienie do Pawła Kukiza (Spragniony, do picia nieledwie się zbliżam, wiedziony reklamą z udziałem Kukiza). Od 2009 był współgospodarzem (z Markiem Horodniczym) programu publicystycznego Koniec końców w TVP1. W 2010 był jurorem na Festiwalu Piosenki Angielskiej w Brzegu.

### Działalność społeczna i polityczna

#### Działalność do 2014
W kampanii przed wyborami parlamentarnymi w 1997 popierał publicznie AWS. W wyborach prezydenckich w 2005 znalazł się w honorowym komitecie poparcia Donalda Tuska. W latach 2006–2007 wspierał kampanię samorządową Hanny Gronkiewicz-Waltz i parlamentarną Platformy Obywatelskiej.
W 2009 został redaktorem naczelnym portalu nieobecni.com.pl, poświęconego dokumentacji polskich cmentarzy za wschodnią granicą kraju, a także zabytkowych cmentarzy na Ziemiach Zachodnich (m.in. pożydowskich i poniemieckich), jak również wszystkich nekropolii, na których spoczywają Polacy. Przy współpracy z Powiernictwem Polskim nagrał odwołującą się do działalności niemieckiej polityk Eriki Steinbach piosenkę „Heil Sztajnbach”.
W wyborach prezydenckich w 2010 opowiedział się za kandydaturą Marka Jurka. W tym samym roku podpisał się pod zainicjowanym przez Fundację Mamy i Taty listem otwartym przeciwko organizowaniu w Warszawie europejskiej parady mniejszości seksualnych EuroPride. Paweł Kukiz zadeklarował się jako przeciwnik adopcji dzieci przez osoby homoseksualne oraz przeciwnik aborcji.
W 2010 i 2011 był członkiem komitetu poparcia Marszu Niepodległości, organizowanego corocznie 11 listopada w Narodowe Święto Niepodległości przez Młodzież Wszechpolską i Obóz Narodowo-Radykalny. Z komitetu tego wystąpił w 2012.
Zaczął angażować się w działalność polityczną, głosząc głównie postulat wprowadzenia jednomandatowych okręgów wyborczych i organizując m.in. akcję „Zmieleni.pl”. Wziął udział w akcji na rzecz ruchu pro-life „Uratuj świętego!” (2011).

#### Działalność od 2014

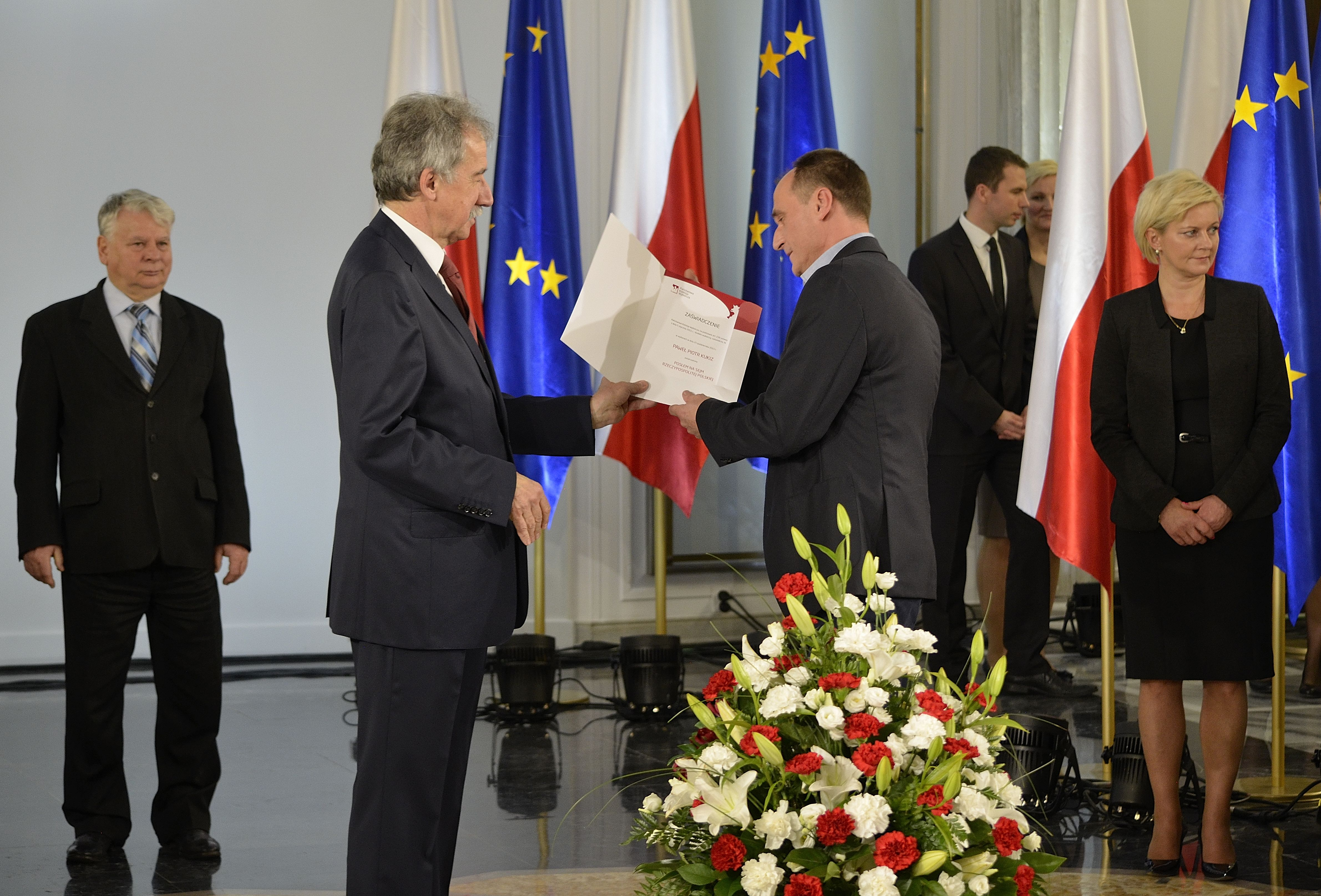
Paweł Kukiz odbierający z rąk przewodniczącego Państwowej Komisji Wyborczej Wojciecha Hermelińskiego zaświadczenie o wyborze na posła VIII kadencji Sejmu (2015)

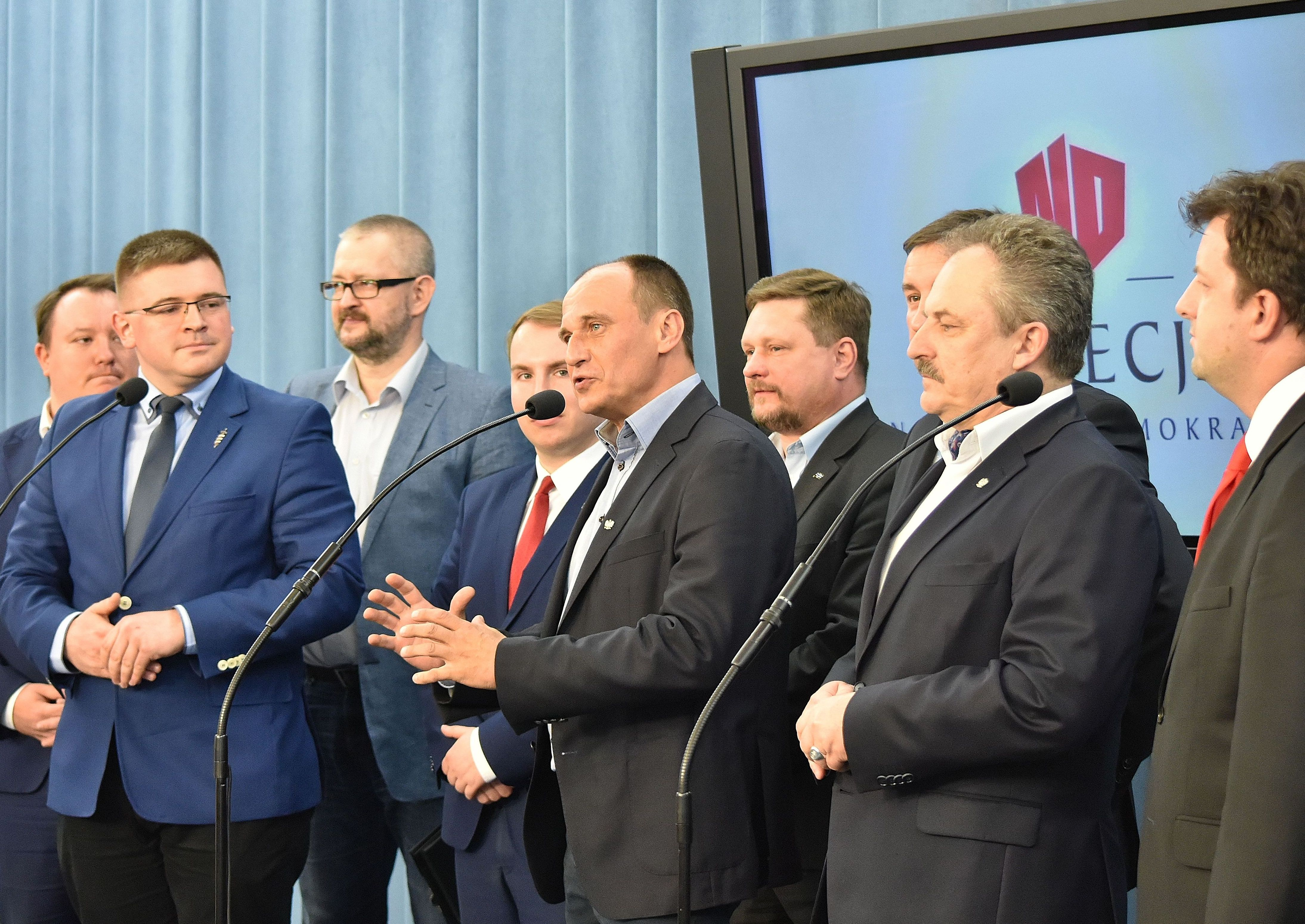
Posłowie Kukiz’15 oraz Rafał Ziemkiewicz podczas konferencji prasowej (2016)

W wyborach samorządowych w 2014 z ramienia Bezpartyjnych Samorządowców został wybrany na radnego Sejmiku Województwa Dolnośląskiego; został członkiem komisji współpracy zagranicznej oraz kultury, nauki i edukacji.
W lutym 2015 zapowiedział zamiar startu w wyborach prezydenckich 10 maja tegoż roku. Zajął 3. miejsce wśród 11 kandydatów, zdobywając 3 099 079 głosów, co stanowiło 20,8% głosów ważnych. Przed drugą turą głosowania nie poparł żadnego z kandydatów. W lipcu 2015 powołał KWW Kukiz’15 z zamiarem startu w jesiennych wyborach parlamentarnych (według jego słów nazwa ruchu oznaczała „Koniec Układu Korupcji i Złodziejstwa”). Otwierał listę tego komitetu w okręgu warszawskim; otrzymał 76 675 głosów i zdobył mandat poselski (ruch otrzymał 8,8% głosów i 42 mandaty poselskie). W Sejmie VIII kadencji został przewodniczącym klubu poselskiego Kukiz’15, zasiadł też w Komisji do Spraw Służb Specjalnych. W grudniu 2015 ogłoszono powstanie Stowarzyszenia na Rzecz Nowej Konstytucji Kukiz’15, zarejestrowanego w 2016, którego został prezesem.
W wyborach do Parlamentu Europejskiego w 2019 jego ugrupowanie nie zdobyło mandatów (Kukiz’15 otrzymał 3,7% głosów). Paweł Kukiz został wówczas upoważniony do prowadzenia rozmów z innymi ugrupowaniami politycznymi w sprawie wspólnego startu w wyborach parlamentarnych w tym samym roku. W sierpniu 2019 ogłosił, że Kukiz’15 wystartuje w wyborach do Sejmu z list PSL w ramach Koalicji Polskiej. W wyborach Paweł Kukiz kandydował z pierwszego miejsca w okręgu opolskim i uzyskał poselską reelekcję, otrzymując 23 468 głosów. Kandydaci rekomendowani przez kierowany przez niego ruch uzyskali 6 mandatów poselskich. W dniu rozpoczęcia nowej kadencji Sejmu został ogłoszony przewodniczącym rady Koalicji Polskiej.
W marcu 2020 poinformował o tworzeniu związanej ze stowarzyszeniem partii politycznej pod nazwą K’15, którą zarejestrowano w lipcu tego samego roku. W grudniu 2020 wraz z innymi posłami Kukiz’15 znalazł się poza klubem parlamentarnym Koalicji Polskiej, stając się posłem niezrzeszonym. W lutym 2021 został przewodniczącym nowo powołanego koła poselskiego Kukiz’15 – Demokracja Bezpośrednia. W maju tego samego roku w imieniu partii K’15 podpisał porozumienie programowe z rządzącą partią Prawo i Sprawiedliwość. Partia K’15, której był prezesem, została wyrejestrowana w styczniu 2023.
W sierpniu 2023 został ogłoszony liderem listy wyborczej PiS w okręgu opolskim w wyborach parlamentarnych w tymże roku. W wyniku głosowania utrzymał mandat poselski na kolejną kadencję, zagłosowały na niego wówczas 43 292 osoby. W listopadzie 2023 został przewodniczącym koła poselskiego Kukiz’15 w Sejmie X kadencji. W październiku 2024 wraz z innymi członkami tego koła powołał nowe koło poselskie o nazwie Wolni Republikanie (jego przewodniczącym został Marek Jakubiak). Przed wyborami prezydenckimi w 2025 nie poparł Marka Jakubiaka, a kandydata Konfederacji, Sławomira Mentzena. Przed drugą turą tych wyborów zadeklarował oddanie swojego głosu na Karola Nawrockiego.

## Krytyka
Działalność polityczna Pawła Kukiza, w tym zwłaszcza bliska współpraca z PiS, spotkała się wielokrotnie z krytyką. Muzykowi wypominano jego wcześniejsze słowa, w których odcinał się od takiej aktywności. Negatywnie o jego działalności wypowiadali się dawni koledzy z branży muzycznej: Muniek Staszczyk, Maciej Maleńczuk i Jan Borysewicz. Muzycy z zespołu Piersi nagrali w 2023 piosenkę „Świenty Paweł”, krytykującą polityczne zaangażowanie byłego lidera tej grupy.
Paweł Kukiz w odpowiedzi na krytykę twierdził, że nie zmienił poglądów, a działalność poselska przyniosła mu mniejszy dochód niż koncerty. Wskazał, że w 2021 nawiązał współpracę z PiS, aby realizować swoje postulaty programowe. W 2023 premier Mateusz Morawiecki przyznał związanej z ruchem Pawła Kukiza Fundacji „Potrafisz Polsko!” dotację w wysokości ponad 4 milionów złotych, co było krytykowane również przez polityków współrządzącej Solidarnej Polski.

## Wyniki wyborcze
| Wybory | Komitet wyborczy | Komitet wyborczy                                                  | Organ                                        | Okręg        | Wynik              |
| ------ | ---------------- | ----------------------------------------------------------------- | -------------------------------------------- | ------------ | ------------------ |
| 2014   |                  | Bezpartyjni Samorządowcy                                          | Sejmik Województwa Dolnośląskiego V kadencji | nr 1         | 14 403 (8,60%)     |
| 2015   |                  | KW Kandydata na Prezydenta Rzeczypospolitej Polskiej Pawła Kukiza | Prezydent RP                                 | Prezydent RP | 3 099 079 (20,80%) |
| 2015   |                  | Kukiz’15                                                          | Sejm VIII kadencji                           | nr 19        | 76 675 (7,00%)     |
| 2019   |                  | Polskie Stronnictwo Ludowe                                        | Sejm IX kadencji                             | nr 21        | 23 468 (5,77%)     |
| 2023   |                  | Prawo i Sprawiedliwość                                            | Sejm X kadencji                              | nr 21        | 43 292 (9,02%)     |

## Odznaczenia i wyróżnienia
- 1995: Nagroda Fundacji Kultury Polskiej (FPFF w Gdyni) za film Girl Guide[73]
- 2003: nominacja do Fryderyka w kategorii „album roku pop” (Jan Borysewicz, Paweł Kukiz – Borysewicz & Kukiz)[74]
- 2006: Order Uśmiechu[75]
- 2008: Medal Świętego Brata Alberta[76]
- 2016: Nagroda Kisiela w kategorii polityk[77]

## Dyskografia
Albumy
| Tytuł                                    | Dane dot. albumu                                           | Pozycja na liście | Sprzedaż       | Certyfikat          |
| Tytuł                                    | Dane dot. albumu                                           | POL               | Sprzedaż       | Certyfikat          |
| ---------------------------------------- | ---------------------------------------------------------- | ----------------- | -------------- | ------------------- |
| Borysewicz & Kukiz (oraz Jan Borysewicz) | - Data: 24 lutego 2003 - Wydawca: BMG Poland               | 1                 | - POL: 35 000+ | - ZPAV: złota płyta |
| Starsi panowie (oraz Maciej Maleńczuk)   | - Data: 7 maja 2010 - Wydawca: QM Music                    | 3                 | - POL: 15 000+ | - ZPAV: złota płyta |
| Siła i honor                             | - Data: 4 września 2012 - Wydawca: Sony Music              | 3                 | - POL: 15 000+ | - ZPAV: złota płyta |
| Zakazane piosenki                        | - Data: 4 listopada 2014 - Wydawca: Sony Music             | 14                |                |                     |
| Wyspa zielona (Kukiz & Perverados)       | - Data: 9 listopada 2018 - Wydawca: Universal Music Polska | –                 |                |                     |

Notowane utwory
| Irena Santor – „Już nie ma dzikich plaż” (oraz Paweł Kukiz) | 1996 | 23 | 47 | 22 | Duety                                                |
| Hav Rań – „Hej Janicku” (oraz Paweł Kukiz)                  | 1997 | 22 | –  | –  | Hej Janicku                                          |
| „Chodź, zabiorę cię” (oraz Dominika Kurdziel)               | 1999 | –  | –  | 21 | –                                                    |
| „Na opolskim rynku”                                         | 2000 | 44 | –  | –  | Pozłacany warkocz. Śpiewnik śląski Katarzyny Gärtner |
| „Niby jestem, niby nie” (oraz Jan Borysewicz)               | 2002 | –  | 47 | –  | Borysewicz & Kukiz                                   |
| „Bo tutaj jest jak jest” (oraz Jan Borysewicz)              | 2003 | 1  | 1  | 3  | Borysewicz & Kukiz                                   |
| „Jeśli tylko chcesz” (oraz Jan Borysewicz)                  | 2003 | 13 | 21 | 4  | Borysewicz & Kukiz                                   |
| „Jest taki dzień” (oraz Jan Borysewicz)                     | 2004 | 43 | –  | 7  | Borysewicz & Kukiz                                   |
| „Old Punk”                                                  | 2012 | 3  | 49 | –  | Siła i honor                                         |
| „Koniec końców”                                             | 2012 | 37 | –  | –  | Siła i honor                                         |
| „Samokrytyka (dla Michnika)”                                | 2014 | 20 | –  | –  | Zakazane piosenki                                    |
| „–” utwór nie był notowany.                                 |      |    |    |    |                                                      |

Inne
| Album                                                                       | Rok  | Uwagi                                                                                             | Źródło  |
| --------------------------------------------------------------------------- | ---- | ------------------------------------------------------------------------------------------------- | ------- |
| Aya RL – Aya RL (czerwona)                                                  | 1985 | członek zespołu; śpiew, instrumenty perkusyjne                                                    | [ 94 ]  |
| Aya RL – Aya RL (niebieska)                                                 | 1989 | członek zespołu; śpiew, instrumenty perkusyjne                                                    | [ 95 ]  |
| Emigranci – Rosja i Ameryka                                                 | 1992 | członek zespołu; śpiew                                                                            | [ 96 ]  |
| Piersi – Piersi                                                             | 1992 | członek zespołu; śpiew                                                                            | [ 97 ]  |
| Piersi – My już są Amerykany                                                | 1993 | członek zespołu; śpiew, keyboard                                                                  | [ 98 ]  |
| Piersi – 60/70 Piersi i przyjaciele                                         | 1994 | członek zespołu; śpiew, koprodukcja                                                               | [ 99 ]  |
| Piersi – Live ’93                                                           | 1994 | członek zespołu; śpiew                                                                            | [ 100 ] |
| Piersi – Powrót do raju                                                     | 1995 | członek zespołu; śpiew, muzyka, słowa, koprodukcja                                                | [ 101 ] |
| Pozłacany Warkocz Śpiewnik Śląski Katarzyny Gärtner (składanka)             | 1995 | wykonanie utworów „Lipsta”, „Jańcio” i „Na Opolskim rynku”                                        | [ 102 ] |
| Aya RL – Calma                                                              | 1996 | członek zespołu; śpiew                                                                            | [ 103 ] |
| Irena Santor – Duety                                                        | 1996 | gościnnie śpiew w utworach „Już nie ma dzikich plaż” i „Powrócisz Tu”                             | [ 104 ] |
| Być wolnym (składanka)                                                      | 1997 | wykonanie utworu „W milczeniu żyjemy”                                                             | [ 105 ] |
| Hav Rań – Hej Janicku                                                       | 1997 | gościnnie śpiew w utworze „Hej Janicku”                                                           | [ 106 ] |
| Kukiz i Piersi – Raj na ziemi                                               | 1997 | członek zespołu; śpiew, koprodukcja, keyboard                                                     | [ 107 ] |
| Piersi – ...przeboje                                                        | 1998 | członek zespołu; śpiew                                                                            | [ 108 ] |
| Kukiz i Piersi – Pieśni ojczyźniane                                         | 2000 | członek zespołu; śpiew                                                                            | [ 109 ] |
| Yugoton – Yugoton                                                           | 2001 | wykonanie utworów „Rzadko widuję cię z dziewczętami”, „Ema” i „O nic nie pytaj (bo nie pytam ja)” | [ 110 ] |
| Carrantuohill – Inis                                                        | 2002 | gościnnie śpiew w utworze „Uważnie panowie”                                                       | [ 111 ] |
| Kukiz i Piersi – Piracka płyta                                              | 2004 | członek zespołu; śpiew                                                                            | [ 112 ] |
| Robert Chojnacki – Saxophonic                                               | 2006 | gościnnie śpiew w utworze „Idziemy żyć”                                                           | [ 113 ] |
| Yugopolis – Słoneczna strona miasta                                         | 2007 | wykonanie utworów „Bez kagańca”, „Miasto budzi się” i „Idę drogą, którą znam”                     | [ 114 ] |
| Sexbomba – SeXXbomba                                                        | 2007 | gościnnie śpiew w utworach „Radio gra” i „Pocztówka z Londynu”                                    | [ 115 ] |
| Big Cyc – Szambo i perfumeria                                               | 2008 | gościnnie śpiew w utworze „Lecę w dół”                                                            | [ 116 ] |
| Breakout Festiwal 2007 – Wysłuchaj mojej pieśni Panie (składanka)           | 2009 | wykonanie utworów „Takie moje miasto jest” i „Anna”                                               | [ 117 ] |
| Flower Power (składanka)                                                    | 2009 | wykonanie utworu „Ratujcie nasze dusze”                                                           | [ 118 ] |
| Krzyżacy: rock opera na podstawie powieści Henryka Sienkiewicza (składanka) | 2011 | wykonanie utworów „Czarne chmury” i „Pod fałszywym znakiem”                                       | [ 119 ] |
| Rozbójnik Alibaba i Jan Borysewicz – Bal maturalny                          | 2014 | gościnnie śpiew w utworze „Młodość”                                                               | [ 120 ] |

Teledyski
| Tytuł                                                                   | Rok  | Reżyseria        | Album              |
| ----------------------------------------------------------------------- | ---- | ---------------- | ------------------ |
| „Niby jestem, niby nie” (oraz Jan Borysewicz)                           | 2002 | –                | Borysewicz & Kukiz |
| „Bo tutaj jest jak jest” (oraz Jan Borysewicz)                          | 2003 | –                | Borysewicz & Kukiz |
| „Old Punk”                                                              | 2012 | Roman Przylipiak | Siła i honor       |
| „Heil Sztajnbach”                                                       | 2012 | –                | Siła i honor       |
| „Samokrytyka (dla Michnika)”                                            | 2014 | Tomasz Nowak     | Zakazane piosenki  |
| Gościnnie                                                               |      |                  |                    |
| Irena Santor – „Już nie ma dzikich plaż” (oraz Paweł Kukiz)             | 1996 | –                | Duety              |
| Rozbójnik Alibaba i Jan Borysewicz – „Młodość” (oraz Pih i Paweł Kukiz) | 2014 | 9Liter Filmy     | Bal maturalny      |

## Filmografia
| Tytuł                  | Rok  | Uwagi                         |
| ---------------------- | ---- | ----------------------------- |
| Jarocin ’82            | 1982 | jako on sam (z zespołem CDN)  |
| …jestem przeciw        | 1985 | jako chłopak                  |
| Fala – Jarocin ’85     | 1986 | jako on sam                   |
| Girl Guide             | 1995 | jako Józef Galica             |
| Billboard              | 1998 | jako Żyła                     |
| Matki, żony i kochanki | 1998 | jako aktor na planie filmowym |
| Poniedziałek           | 1998 | jako Dawid                    |
| Stacja PRL             | 1999 | jako on sam                   |
| Dzieci Jarocina        | 2000 | jako on sam                   |
| Wtorek                 | 2001 | jako Dawid                    |
| Czwarta władza         | 2004 | jako aktor Paweł Szeląg       |
| Samotność w sieci      | 2006 | jako ksiądz Andrzej           |